# Maurice Leleu
Pour les articles homonymes, voir Leleu.
Maurice Leleu, né à Lille le 25 juillet 1890 et mort à Paris le 6 novembre 1960, est un industriel français du domaine de la céramique.

## Les missions en Europe centrale
Diplômé d'honneur de l'École des Sciences sociales et politiques de la Faculté de Droit de Lille, docteur en droit, Maurice Leleu entre en 1920 dans les industries céramiques françaises en tant que secrétaire administratif des Fabricants de briques et de matériaux de construction de la région du Nord.
Durant cette première période, il est appelé à remplir des missions par le gouvernement : en 1930, à deux reprises, il est chargé de missions en Europe centrale par le ministre du Commerce, en liaison avec le Syndicat des fabricants de céramique de France. C'est ainsi qu'il est missionné au Royaume de Yougoslavie, en Hongrie, en Autriche, en Tchécoslovaquie.

## Les questions sociales en 1936
Nommé en 1935, secrétaire de la Société générale des produits céramiques du Nord, il a une action particulièrement efficace dans les questions sociales qui prennent une si grande importance à partir de 1936. « Un sens très vif des problèmes humains, doublé d'une science juridique et administrative exceptionnellement étendue et solide », le fait choisir comme arbitre patronal par la Confédération des industries céramiques de France.
En mars 1935 à Vierzon, au congrès du syndicat national de la porcelaine, au titre de ses fonctions au sein du syndicat des fabricants de produits céramiques de France, Maurice Leleu expose les ententes industrielles « accords locaux, régionaux, nationaux ou internationaux, passés entre fabricants pour réglementer la production en l'adaptant à la demande, aux possibilités du marché », montre leurs avantages et leur opportunité et donne des exemples de leur application dans les industries céramiques et connexes, en France et à l'étranger. Il étudie l'économie du projet Marchandeau en rappelant et en commentant les différents articles du projet de loi dont il souligne le caractère temporaire et transitoire, l'imprécision « qui peut permettre à peu près tout », la précarité (le gouvernement pouvant mettre fin à tout moment au caractère obligatoire d'une entente), etc.
Fin 1939, il prend la responsabilité de Secrétaire général du Comité d'organisation des industries céramiques françaises.

## La rénovation de l'industrie porcelainière en France
Industriel du domaine de la céramique, appelé en 1945 à la direction générale de la Société professionnelle de la porcelaine française, Maurice Leleu rénove l'industrie porcelainière, tant du point de vue technique que du point de vue artistique. Il est nommé en 1951 conseiller du commerce extérieur de la France et poursuit son effort dans le cadre du Syndicat national de la porcelaine ainsi que du Comité national d'expansion de la porcelaine.

## Descendance
Maurice Leleu est le père de Michèle Leleu, enseignante et femme de lettres.

## Pour approfondir